# マルタ十字

マルタ十字

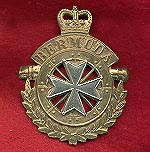
マルタ十字を採用したバミューダ連隊のバッジ

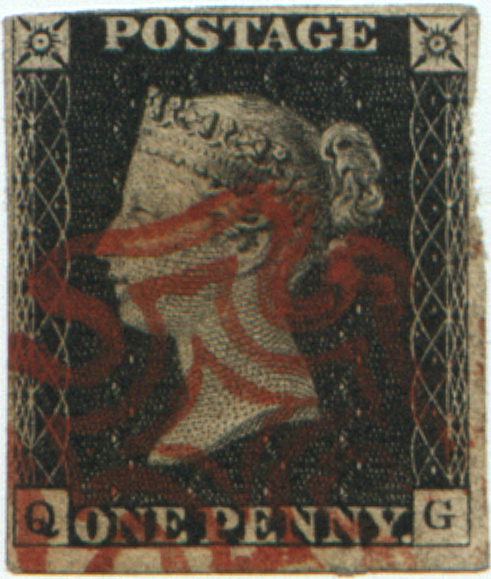
赤いマルタ十字の消印が押されたペニー・ブラック

マルタ十字（マルタじゅうじ）は、十字模様の一つで、キリスト教の騎士修道会である聖ヨハネ騎士団（マルタ騎士団とも）の象徴とされる。元来は11世紀のイタリアの小共和国であるアマルフィの象徴であった。マルタ十字は4つのV形をした紋章がその底部で結合した形をしており、突き出た8つの角をもつ。この意匠は第1回十字軍の頃からある十字のシンボルに基づいたものである。

## 8つの美徳
8つの角は騎士道における以下の8つの美徳を象徴しているとされる。
- 忠誠心
- 敬虔さ
- 率直さ
- 勇敢さ
- 名誉
- 死を恐れないこと
- 弱者の庇護
- 教会への敬意

## 使用例

### 各国
マルタ十字は現在でもマルタ騎士団 (Sovereign Military Order of Malta) をはじめとする様々な組織の象徴として使われている。また近世以降、ヨーロッパでは勲章（特に軍人用）のデザインに多く採用されており、有名なものではドイツのプール・ル・メリット勲章がある。
また、ドイツではメクレンブルク＝シュトレリッツ郡の紋章にも使われている。
マルタ共和国の国のシンボルの1つでもあり、廃止前の2ミル硬貨に描かれていた。マルタで2008年1月に導入された1ユーロおよび2ユーロ硬貨の裏にはマルタ十字が描かれている。
イギリスでは、マルタ十字がライフル連隊の紋章として使われており、ロイヤル・グリーン・ジャケッツ等ほぼすべてのライフル連隊の記章に取り入れられていた。1840年代に世界初の切手（ペニー・ブラック）が発行された際、消印のマークとしてマルタ十字の形が使われた。また、バス勲章の意匠のもとにもなっている。
スウェーデンでは、セラフィム勲章 (en) や剣勲章 (en) といった王室が贈るすべての勲章において、その意匠の基本となっている。
また、オーストラリアではクイーンズランド州の州章の一部にもなっている。他には聖ラザロ騎士団の紋章やウォリス・フツナの旗にも使われている。
スイスの時計メーカーヴァシュロン・コンスタンタンは、部品の形状がマルタ十字に似ていたことにちなみ、マルタ十字をシンボルマークとして商標登録しており、文字盤やリューズ、ラグなどに用いている。

### 類似したもの
他の十字記号のうち、外に向かって広がっていく棒をもつもの（特にクロスパティー）が誤って「マルタ十字」と呼ばれることがある。消防隊の聖フロリアヌス十字はマルタ十字としばしば混同される（バッジメーカーさえ誤った表記と分類をしている）。
マルタの国旗に描かれているのは、1942年にジョージ6世がマルタに授与したジョージ・クロスであり、マルタ十字とは異なるものである。
アメリカセンノウ (Lychnis chalcedonica) はその花弁の形が似ているため、英語で "Maltese Cross"（マルタ十字）と呼ばれる。機械工学において、連続的な回転を断続的な回転動作に変換する機構であるゼネバ機構もまた、その形状から "Maltese cross mechanism" と呼ばれることがある。
ピッグペン暗号の派生(Templar cipher（テンプラー暗号）)がテンプル騎士団で使用された。